# 今帰仁村

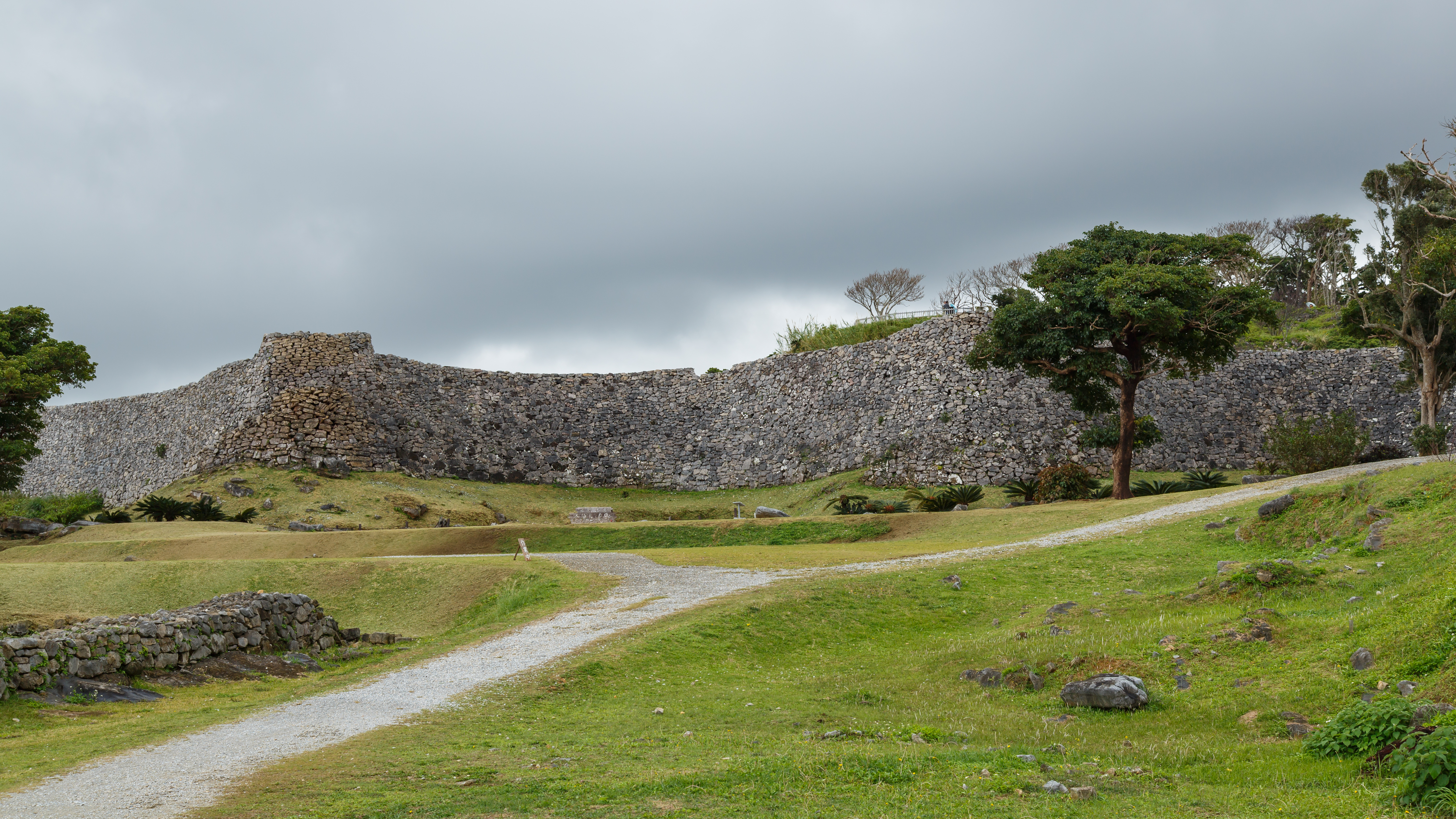
今帰仁城

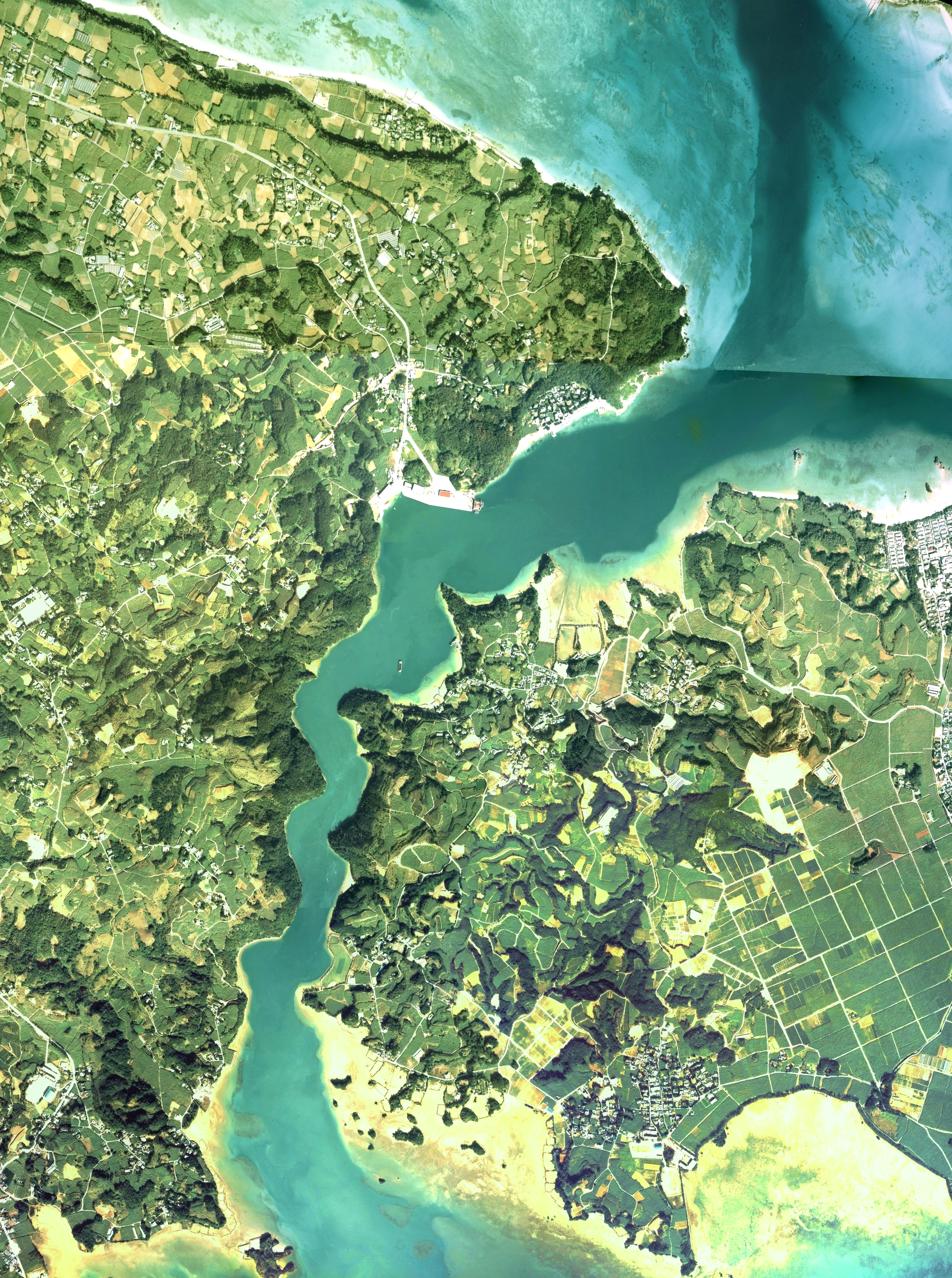
左側が運天港。右側は名護市の屋我地島である

今帰仁村（なきじんそん；沖縄語：なちぢん）は、沖縄県国頭郡の村。

## 地理
沖縄本島の本部半島のほぼ北半分に位置する。北東部には1.5km離れた古宇利島があり、2005年に名護市の屋我地島と橋で結ばれた。2010年には屋我地島と村内側の本島とを結ぶワルミ大橋が開通した。古宇利大橋の開通後、ワルミ大橋の開通までは、古宇利島から村役場のある仲宗根に向かうには一旦名護市を経由して羽地内海を迂回しなければならなかった。
村の中央部を大井川が北流し、東シナ海へ注ぐ。

### 字一覧
元は村制前の16村を引き継いだ16字を置いていたが、分割・合併の結果、現在は19字を数える。
- 天底（あめそこ）
- 運天（うんてん）
- 兼次（かねし）
- 上運天（かみうんてん）
- 古宇利（こうり）
- 崎山（さきやま）
- 謝名（じゃな）
- 諸志（しょし）
- 勢理客（せりきゃく）
- 玉城（たましろ）
- 仲尾次（なかおじ）
- 仲宗根（なかそね）
- 平敷（へしき）
- 与那嶺（よなみね）
- 湧川（わくがわ）
- 今泊（いまどまり） ： 1945年に今帰仁（なきじん）と親泊（おやどまり）に分割されたが、1972年に再合併した。

以下は戦後になって新設された字である。
- 越地（こえち）：平敷・謝名・仲宗根の各一部
- 呉我山（ごがやま）：玉城・天底・湧川の各一部
- 渡喜仁（ときじん）：仲宗根・勢理客・運天の各一部

### 隣接している自治体
- 名護市（戦前は名護町・羽地村、戦後～1970年7月は屋部村・羽地村・屋我地村）
- 国頭郡本部町（1947年～1971年は一部が上本部村だった）

### 人口
| |                                          |  |
| 今帰仁村と全国の年齢別人口分布（2005年） | 今帰仁村の年齢・男女別人口分布（2005年） |  |
| ■紫色 ― 今帰仁村 ■緑色 ― 日本全国 | ■青色 ― 男性 ■赤色 ― 女性                |  |
| 今帰仁村（に相当する地域）の人口の推移 \| 1970年（昭和45年） \| 10,508人 \| \| \| 1975年（昭和50年） \| 11,100人 \| \| \| 1980年（昭和55年） \| 9,593人 \| \| \| 1985年（昭和60年） \| 9,465人 \| \| \| 1990年（平成2年） \| 9,165人 \| \| \| 1995年（平成7年） \| 9,486人 \| \| \| 2000年（平成12年） \| 9,492人 \| \| \| 2005年（平成17年） \| 9,476人 \| \| \| 2010年（平成22年） \| 9,257人 \| \| \| 2015年（平成27年） \| 9,531人 \| \| \| 2020年（令和2年） \| 8,894人 \| \| |                                          |  |
| 総務省統計局 国勢調査より |                                          |  |
| 1970年（昭和45年） | 10,508人                                 |  |
| 1975年（昭和50年） | 11,100人                                 |  |
| 1980年（昭和55年） | 9,593人                                  |  |
| 1985年（昭和60年） | 9,465人                                  |  |
| 1990年（平成2年） | 9,165人                                  |  |
| 1995年（平成7年） | 9,486人                                  |  |
| 2000年（平成12年） | 9,492人                                  |  |
| 2005年（平成17年） | 9,476人                                  |  |
| 2010年（平成22年） | 9,257人                                  |  |
| 2015年（平成27年） | 9,531人                                  |  |
| 2020年（令和2年） | 8,894人                                  |  |

## 歴史

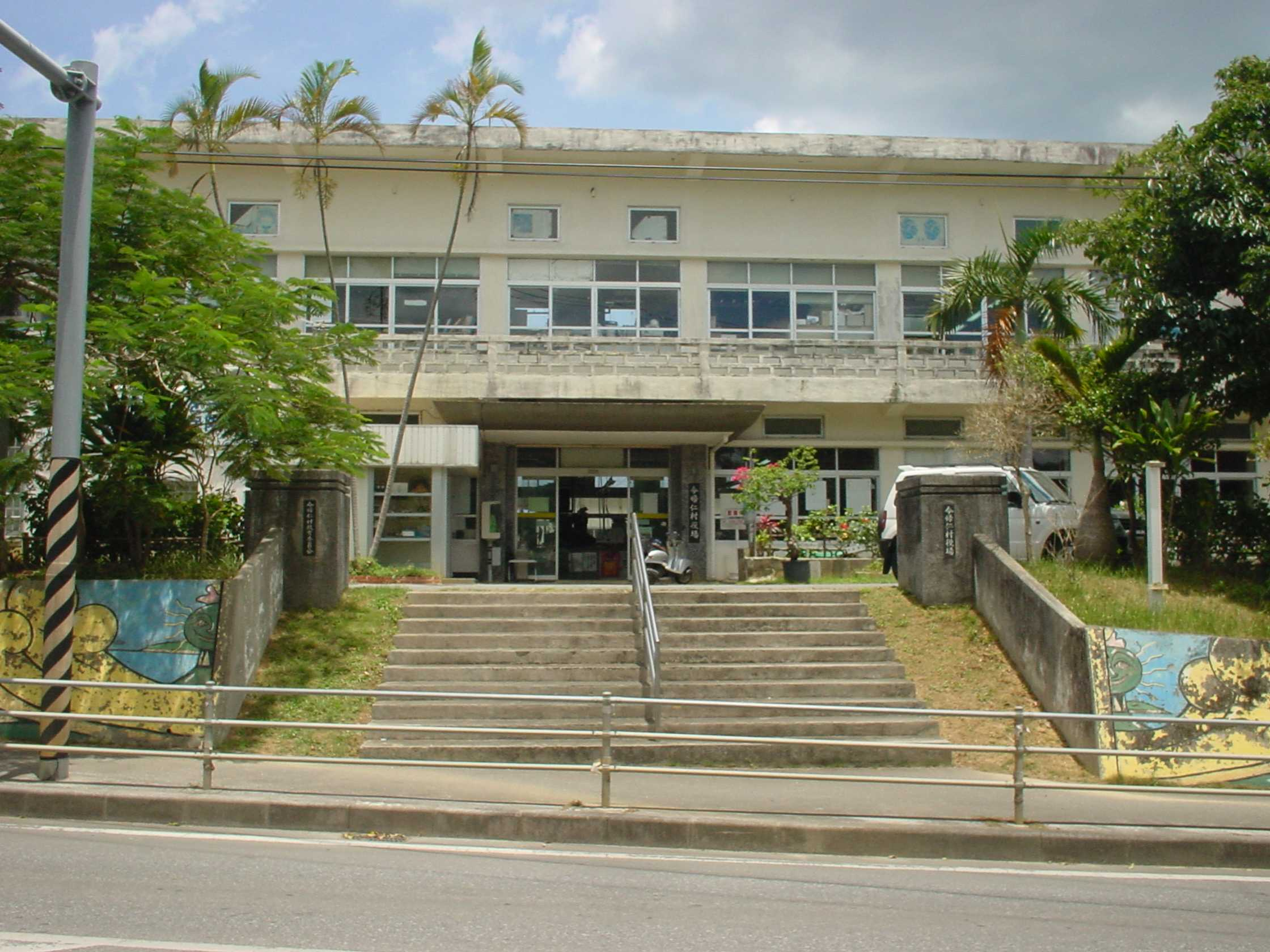
旧今帰仁村役場

- 琉球王朝時代は北山（沖縄本島北部）の中心地が今帰仁城に置かれた
- 1666年　本部半島全域だった今帰仁間切が南半分分割され本部間切となる。
- 1908年　島嶼町村制により今帰仁村となる
- 1916年　役場が運天港から現在の仲宗根に移る
- 1969年　沖縄本島初のUHFテレビ中継局として沖縄放送協会（OHK・現NHK沖縄放送局総合テレビ）の今帰仁中継局が乙羽岳に設置され、北部地区をカバーすることになった。

（本土復帰の1972年には教育テレビ、1974年にはFM放送がそれぞれ県内での放送開始と同時に設置。民放は1981年にようやくRBCテレビとOTVが設置。1984年にはFM沖縄が、1995年にはQABがそれぞれ開局と同時に設置された2007年には地上デジタル放送も開始された）。
- 1988年　これまで本部港から就航していた伊是名航路が運天港発着に変更された（1990年には伊平屋航路も運天港に変更された）。
- 1993年　村内を通る主要地方道本部循環線（当時県道71号）が国道505号に昇格、村内初の国道となる。
- 2002年　今帰仁城址が世界遺産に登録される（首里城などと同時に）
- 2003年　村内の中学校（一部小学校併置校も含む）が生徒数減少に伴い1校に統合され、現在の今帰仁村立今帰仁中学校が開校
- 2005年　古宇利島と名護市の屋我地島とを結ぶ古宇利大橋が開通。島民にとっては念願の本島との陸続きとなった。
- 2010年　ワルミ大橋が開通。
- 2023年1月 - 新村役場庁舎の運用開始[1]。

## 行政
- 村長：久田 浩也
- 副村長：比嘉 克雄
- 教育長：玉城 奎

### 歴代村長
特記なき場合『今帰仁村 村勢要覧(2021年一部改訂版)』による。
| 代                       | 氏名         | 就任         | 退任         | 備考         |
| 今帰仁間切長             | 今帰仁間切長 | 今帰仁間切長 | 今帰仁間切長 | 今帰仁間切長 |
| ------------------------ | ------------ | ------------ | ------------ | ------------ |
|                          | 城間半蔵     | 明治30年     | 明治41年     |              |
| 今帰仁村長（官選）       |              |              |              |              |
| 初                       | 城間半蔵     | 明治41年     | 明治42年     |              |
| 2                        | 新垣源次郎   | 明治42年     | 大正5年      |              |
| 3                        | 与那嶺蒲助   | 大正5年      | 大正13年     |              |
| 4                        | 仲宗根宗助   | 大正13年     | 昭和3年      |              |
| 5                        | 山城善助     | 昭和3年      | 昭和8年      |              |
| 6                        | 仲村豊七郎   | 昭和8年      | 昭和12年     |              |
| 7                        | 玉城幸五郎   | 昭和12年     | 昭和16年     |              |
| 8                        | 島袋松次郎   | 昭和16年     | 昭和20年     |              |
| 今帰仁村長（米軍統治下） |              |              |              |              |
| 初                       | 松本吉英     | 昭和20年     | 昭和25年     |              |
| 2                        | 大城善英     | 昭和25年     | 昭和29年     |              |
| 3                        | 与那嶺新蔵   | 昭和29年     | 昭和33年     |              |
| 4                        | 大城健一     | 昭和33年     | 昭和35年     |              |
| 5                        | 金城勘正     | 昭和35年     | 昭和39年     |              |
| 6                        | 宮里政安     | 昭和39年     | 昭和43年     |              |
| 7                        | 松田幸福     | 昭和43年     | 昭和47年     |              |
| 今帰仁村長（公選）       |              |              |              |              |
| 7                        | 松田幸福     | 昭和47年     | 昭和63年     |              |
| 8                        | 上間博安     | 昭和63年     | 平成12年     |              |
| 9                        | 仲里吉徳     | 平成12年     | 平成16年     |              |
| 10                       | 與那嶺幸人   | 平成16年     | 平成28年     |              |
| 11                       | 喜屋武治樹   | 平成28年     | 令和2年      |              |
| 12                       | 久田浩也     | 令和2年      | 現職         |              |

### 村政における不祥事
- 2020年6月 - 吉田清尊村議（69歳、無所属[3]）が、2020年1月14日に生活保護の相談に乗ると称して会った沖縄本島北部の女性に性的暴行を加えたとして、7月6日、名護警察署は吉田を強制性交等の疑いで那覇地方検察庁沖縄支部に書類送検した[4]。また村議会も6月24日に吉田に対する議員辞職勧告決議を全会一致で可決した。決議では「説明責任を果たさず、議会の名誉と品位を傷つけ村民への信頼を一層失墜させている」としている。吉田はこの日、本会議を体調不良を理由に欠席した[5]。

## 経済

### 今帰仁村に本社を置く主要企業
- ゆめじん - 化粧品製造・販売
- 上間商店株式会社
- 今帰仁診療所 - 医療機関
- おっぱ乳業 - 食品メーカー
- 琉球アロエ - 食品メーカー
- 有限会社今帰仁アグー - 農業
- きなスーパー - 小売業
- 今帰仁酒造 - 酒造メーカー
- 大城鉄工所 - 鉄工業
- 今帰仁の駅そーれ - 道の駅
- 今帰仁プロパン - ガス販売
- ずけやま-スーパー
- 北部港運 - 本部港と運天港を拠点とした物流業者
- やんばる急行バス - 那覇空港と村内を結ぶバス路線を運行

## 金融機関
- 今帰仁郵便局
- JAおきなわ今帰仁支店
- 琉球銀行今帰仁支店

## 市場
- 今帰仁家畜セリ市場

## 姉妹都市・提携都市
- 山形県酒田市
- 鹿児島県知名町
- 鹿児島県和泊町

## 教育

### 小学校
- 今帰仁村立天底小学校
- 今帰仁村立今帰仁小学校
- 今帰仁村立兼次小学校

### 中学校
- 今帰仁村立今帰仁中学校（かつては小学校併置校も含め4校あったが生徒数減少で2003年に統合された）

### 高等学校
- 沖縄県立北山高等学校

### 社会教育
- 総合型地域スポーツクラブなきじん - 沖縄県内で創設が早いクラブであり、他府県の総合型地域スポーツクラブとの交流も多い

## 交通

### 道路

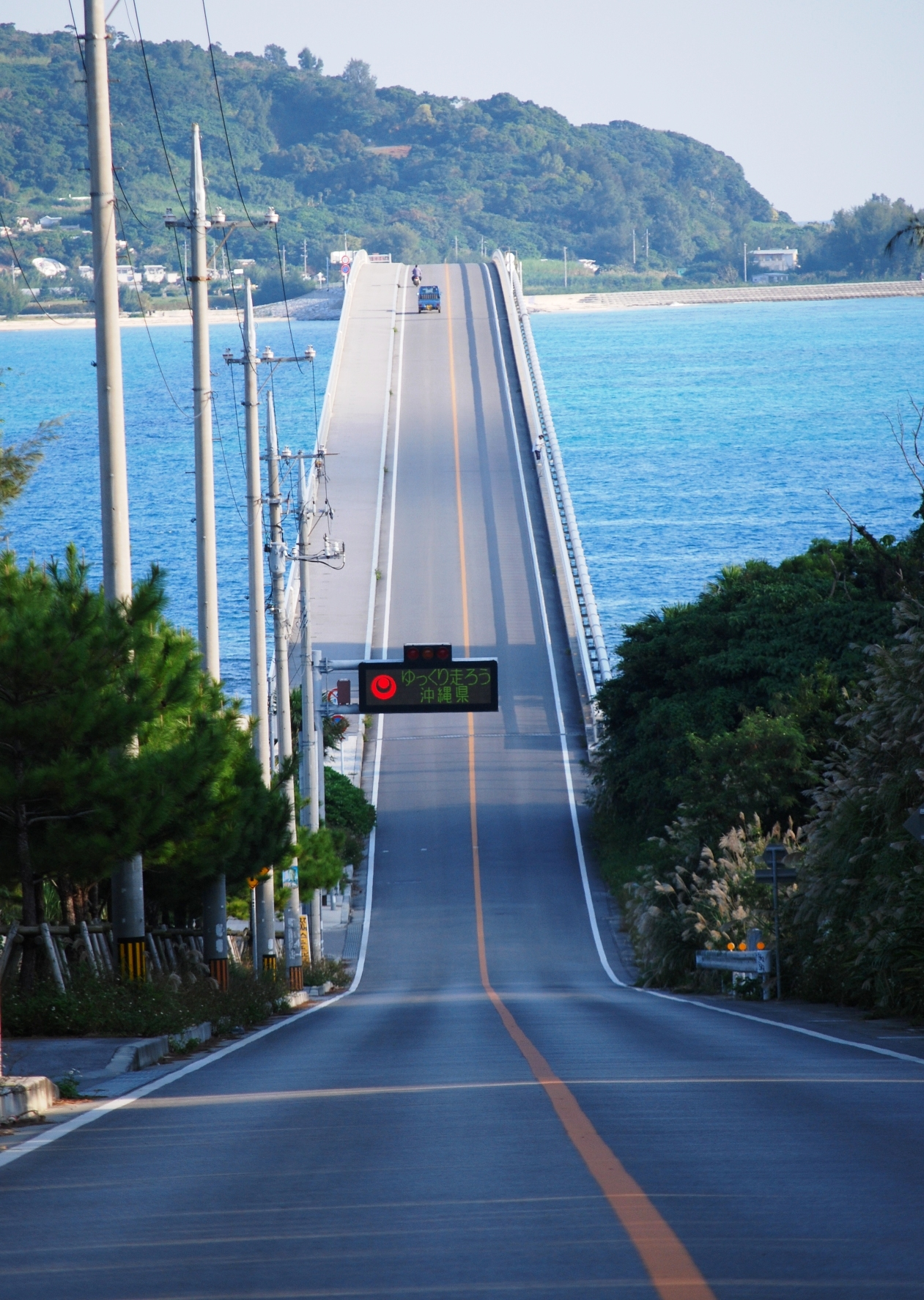
古宇利大橋

- 国道505号 - 本部循環線の一部で村内を横断するように通っている。
- 沖縄県道72号名護運天港線（主要地方道）
- 沖縄県道115号線
- 沖縄県道123号線
- 沖縄県道247号古宇利屋我地線 - 古宇利島と名護市の屋我地島とを結んでいる。
- 沖縄県道248号屋我地仲宗根線 - 今帰仁村のうち沖縄本島にある地域と屋我地島とを結んでいる。

### 路線バス
名護市中心部の名護バスターミナルを起点に村内で国道505号を通り本部半島を一周して名護バスターミナルに戻る琉球バス交通・沖縄バス（共同運行）の65番・66番系統と、沖縄自動車道・沖縄美ら海水族館を経由して那覇市・浦添市と村内の主要地域・運天港を結ぶやんばる急行バスがあり那覇市・沖縄市など主要都市から名護バスターミナルでバスを乗り継ぎ今帰仁村へ行くこともできる。村の中心街は村中央部の仲宗根・今帰仁村役場前バス停付近である。また同じくやんばる急行バスが運行する、本部町の瀬底島を起点とし村内・名護市の屋我地島を通り、古宇利島を結ぶ四島線が運行されている。
太字は今帰仁村内の経由地。
- [65]本部半島（渡久地）線：名護市 → 本部町 → 今帰仁城址入口 → 仲宗根 → 今帰仁村役場前 → 名護バスターミナル
- [66]本部半島（今帰仁）線：名護市 → 今帰仁村役場前 → 仲宗根 → 今帰仁城址入口 → 名護バスターミナル
- [888]やんばる急行バス空港線：那覇市（那覇空港・県庁北口・新都心） - バイパス - 沖縄自動車道 - 名護市 - 本部町 - 今帰仁城址入口 - 仲尾次 - 今帰仁村役場 - リゾートホテルベルパライソ - 運天港
- やんばる急行バス四島線：本部町→今帰仁城址→赤墓ビーチ・長浜ビーチ→今帰仁村役場→名護市→古宇利島物産センター

### 港湾
- 運天港
  - 伊平屋島との間に伊平屋村営フェリー、伊是名島との間に伊是名村営フェリーがそれぞれ通常各2往復運航されている。

## 医療
- ランデブーポイント[6] 9箇所
※民間救急ヘリコプターMESH のヘリポートとして使用

## 名所・旧跡・観光
- 古宇利島

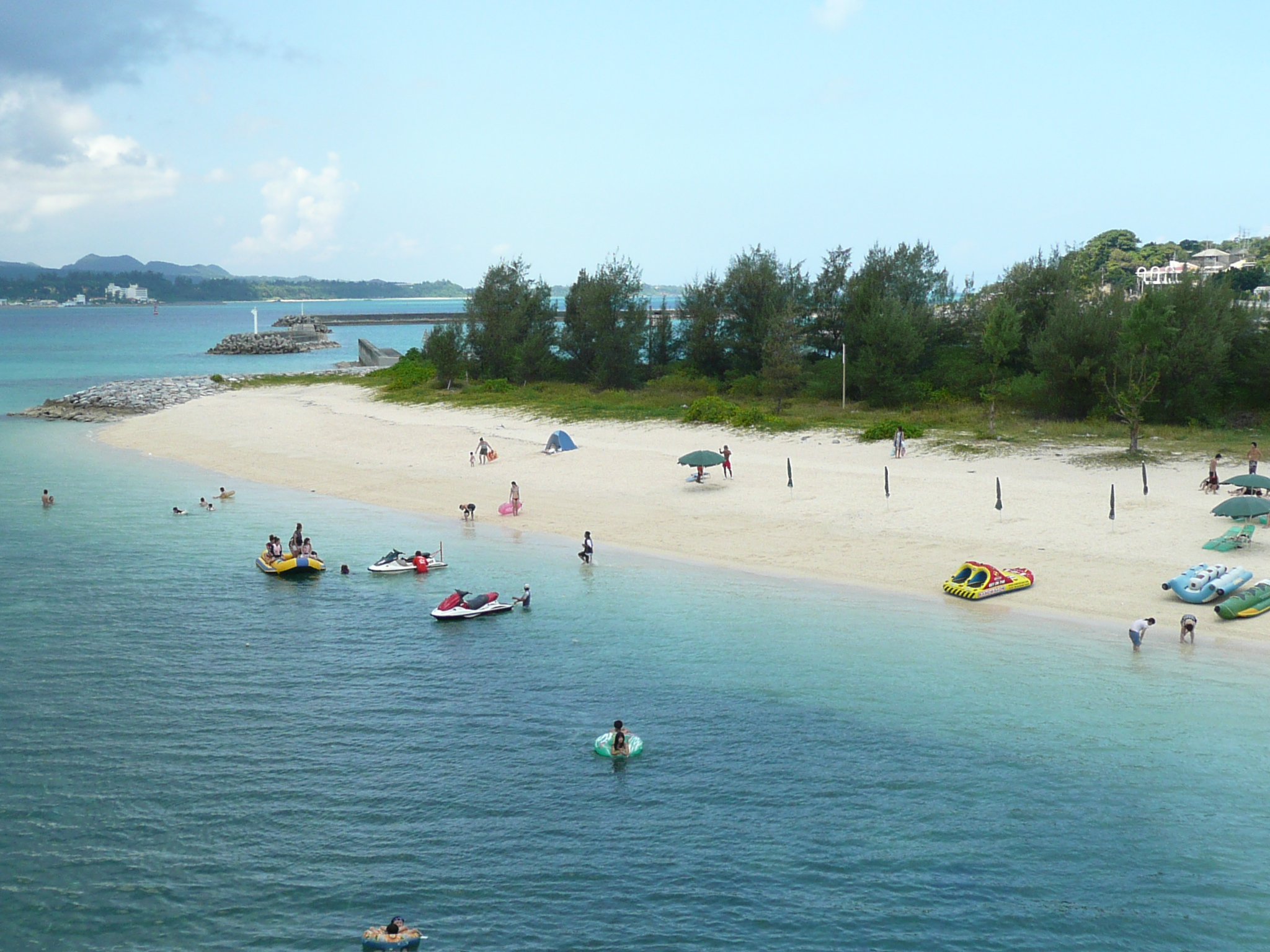
古宇利ビーチ

- 今帰仁城跡（琉球王国のグスク及び関連遺産群）
- 乙羽岳（頂上付近に今帰仁テレビ・FM中継局があり、沖縄本島北部地域及び与論島・沖永良部島などの奄美群島の一部地域をカバーしている）
- 本部半島カルスト地域
- ダチョウらんど
- ジャングリア沖縄

## 今帰仁村出身の有名人
- 目取真俊 - 小説家
- 小那覇舞天 - 芸人
- 霜多正次 - 小説家
- セロ - マジシャン（父親が同村出身で彼本人も一時少年時代を今帰仁で過ごす）
- 嘉陽宗嗣 - プロボクサー、元東洋太平洋ライトフライ級チャンピオン（白井・具志堅ボクシングジム）
- 喜屋武綾乃 - 歌手
- 宮里政玄 - 琉球大学名誉教授（アメリカ外交史、日米関係）
- 仲宗根政善 - 方言学者
- 北山亭メンソーレ - 元落語立川流、立川メンソーレ
- 大城常夫 - 琉球大学法文学部教授（経済学）
- 上原豊充 - 沖縄県保険社会労務士会 会長
- 中村昇 - 地質学者
- ロボットのぞみ - 大道芸人
- 渡嘉敷綏宝 - 元琉球大学農学部教授
- 金城博和 - 元プロ野球選手
- 平良拳太郎 - プロ野球選手